# Flávio Lupo
Flávio Lupo (em latim: Flavius Lupus) foi oficial romano do fim do século IV. Era descendente de Vírio Lupo, cônsul em 278. Segundo uma inscrição de Benevento, na Campânia, era homem claríssimo e torna-se consular da Campânia em data desconhecida, servindo sob três imperadores, talvez Graciano, Teodósio I, Valentiniano II